# Dentergem
Dentergem é um município belga da província de Flandres Ocidental. O município é composto pelas vilas de  Dentergem, Markegem, Oeselgem e Wakken. A 1 de Janeiro de 2006, o município tinha uma população de 8.188 habitantes, uma superfície de  25.94 km², correspondendo a uma densidade populacional de   316 habitantes por km².

## Deelgemeenten
O município encontra-se dividido em quatro deelgemeenten:
| #   | Nome      | Área  | População |
| --- | --------- | ----- | --------- |
| I   | Dentergem | 11,76 | 2.625     |
| II  | Markegem  | 4,26  | 725       |
| III | Oeselgem  | 4,61  | 1.780     |
| IV  | Wakken    | 5,36  | 2.801     |

Fonte: Página oficial do município http://www.dentergemonline.com